# رائول آلبرتو لاستیری
رائول آلبرتو لاستیری (انگلیسی: Raúl Alberto Lastiri; زاده ۱۱ سپتامبر ۱۹۱۵ – درگذشته ۱۱ دسامبر ۱۹۷۸) سیاستمدار اهل آرژانتین بود.